# Inongo
Inongo je glavni grad provincije Mai-Ndombe u Demokratskoj Republici Kongo. Grad ima zračnu luku.
Prema popisu iz 2004. godine, Inongo je imao 39.769 stanovnika.